# Rickinghall Superior
Rickinghall Superior är en civil parish i Mid Suffolk i Suffolk i England. Orten har 449 invånare (2011). Byn nämndes i Domedagsboken (Domesday Book) år 1086, och kallades då Richinge/Richingahala.